# Задіонченко Семен Борисович
Задіо́нченко Семе́н Бори́сович (Зайо́нчик Шимо́н Бо́рухович) (10 (22) червня 1898 або 22 червня 1898 , Ржищів, Київська губернія  — 19 листопада 1972 , Москва ) — радянський і партійний діяч, 1-й секретар Дніпропетровського обкому КП(б)У. Депутат Верховної Ради СРСР 1-го скликання. Депутат Верховної Ради УРСР 1-го скликання. Член ЦК КП(б)У (1938—1949). Кандидат в члени Політичного бюро ЦК КП(б)У (червень 1938 — січень 1949). Член ЦК ВКП(б) (березень 1939 — жовтень 1952).

## Біографія
Народився 10 (22) червня 1898 року в містечку Ржищів Київської губернії, тепер Кагарлицького району Київської області (за іншими даними — у місті Кременчуці) у родині робітника-слюсаря. У 1914 році закінчив Кременчуцьке ремісничо-технічне училище. У жовтні 1914 — листопаді 1916 року — слюсар, помічник машиніста тютюново-махорочної фабрики Гурарія в місті Кременчуці.
З листопада 1916 по грудень 1917 року служив у російській царській армії рядовим 326-го піхотного полку.
У січні — березні 1918 року — червоногвардієць 2-го летючого Кременчуцького загону. У березні — липні 1918 року — командир роти 1-го пролетарського Харківського полку Червоної гвардії. У липні — серпні 1918 року — на лікуванні в санітарному госпіталі-поїзді Червоної гвардії. У серпні 1918 — червні 1920 року — комендант, політичний комісар 512-го санітарного поїзду 9-ї армії РСЧА.
Член РКП(б) з вересня 1919 року.
У червні 1920 — січні 1921 року — військовий комісар 3-го зведеного евакуаційного госпіталю 9-ї армії РСЧА. У січні 1921 — грудні 1922 року — військовий комісар Армавірського і Краснодарського ветеринарних лазаретів. У грудні 1922 — червні 1923 року — військовий комісар ветеринарного управління 9-го корпусу Північно-Кавказького військового округу. У червні 1923 — вересні 1925 року — військовий комісар ветеринарного управління Туркестанського фронту.
У вересні 1925 — березні 1929 року — інструктор, завідувач операціями відділу конярства Всеросійського правління сільськогосподарської кооперації і тваринництва у Москві. У березні 1929 — січні 1930 року — завідувач оперативного відділу Кубанської окружної «Тваринницької спілки» в місті Краснодарі. У лютому — червні 1930 року — директор м'ясорадгоспу «Скотар» Кустанайського округу Казахської АРСР. У червні 1930 — січні 1931 року — заступник начальника управління кадрів Всесоюзного об'єднання м'ясорадгоспів «Скотар» у Москві.
У січні 1931—1934 році — завідувач Організаційного відділу, заступник голови Бауманської районної ради міста Москви. 14 січня 1934 — 21 квітня 1936 року — голова Бауманської районної ради міста Москви.
У квітні 1936 — серпні 1937 року — 1-й секретар Бауманського районного комітету ВКП(б) міста Москви.
У серпні 1937 — лютому 1938 року — заступник голови Ради Народних Комісарів РРФСР.
24 лютого 1938 — червні 1938 року — виконувач обов'язків 1-го секретаря Дніпропетровського обласного комітету КП(б) України
У червні 1938 — липні 1941 року — 1-й секретар Дніпропетровського обласного комітету КП(б) України. 26 червня 1938 року був обраний депутатом Верховної Ради УРСР 1-го скликання від Червоногвардійської міської виборчої округи Дніпропетровської області. У 1938 році входив до «Трійки УНКВС по Дніпропетровській області», яка засуджувала до розстрілів та конфіскації майна так званих «ворогів народу».
У липні — листопаді 1941 року — член Військової ради Південного фронту. З 13 вересня 1941 року — 1-й секретар Сталінського обласного комітету КП(б) України.
У листопаді 1941 — грудні 1942 року — начальник Політичного управління Народного комісаріату землеробства СРСР.
У грудні 1942 — лютому 1943 року — 1-й секретар Башкірського обласного комітету ВКП(б). У січні 1943 — квітні 1946 року — 1-й секретар Кемеровського обласного комітету ВКП(б).
У травні 1946 — серпні 1948 року — інспектор ЦК ВКП(б). У серпні — вересні 1948 року — завідувач відділу важкої промисловості ЦК ВКП(б). У вересні 1948 — квітні 1951 року — 1-й заступник міністра заготівель СРСР.
У квітні 1951 — травні 1952 року — інспектор ЦК ВКП(б). У травні 1952 — травні 1953 року — завідувач підвідділу Відділу партійних, профспілкових і комсомольських органів ЦК ВКП(б) — КПРС. У травні 1953 — серпні 1954 року — завідувач Сектору територіальних парторганізацій Відділу партійних, профспілкових і комсомольських органів. ЦК КПРС. У серпні 1954 — грудні 1957 року — інспектор ЦК КПРС.
З січня 1958 року — на пенсії в місті Москві. Похований у Москві на Новодівочому цвинтарі.

## Нагороди
- три ордени Леніна (7.02.1939, 1943, 31.03.1945)
- орден Червоної Зірки
- медалі.